# Retinocoroidopatía en perdigonada

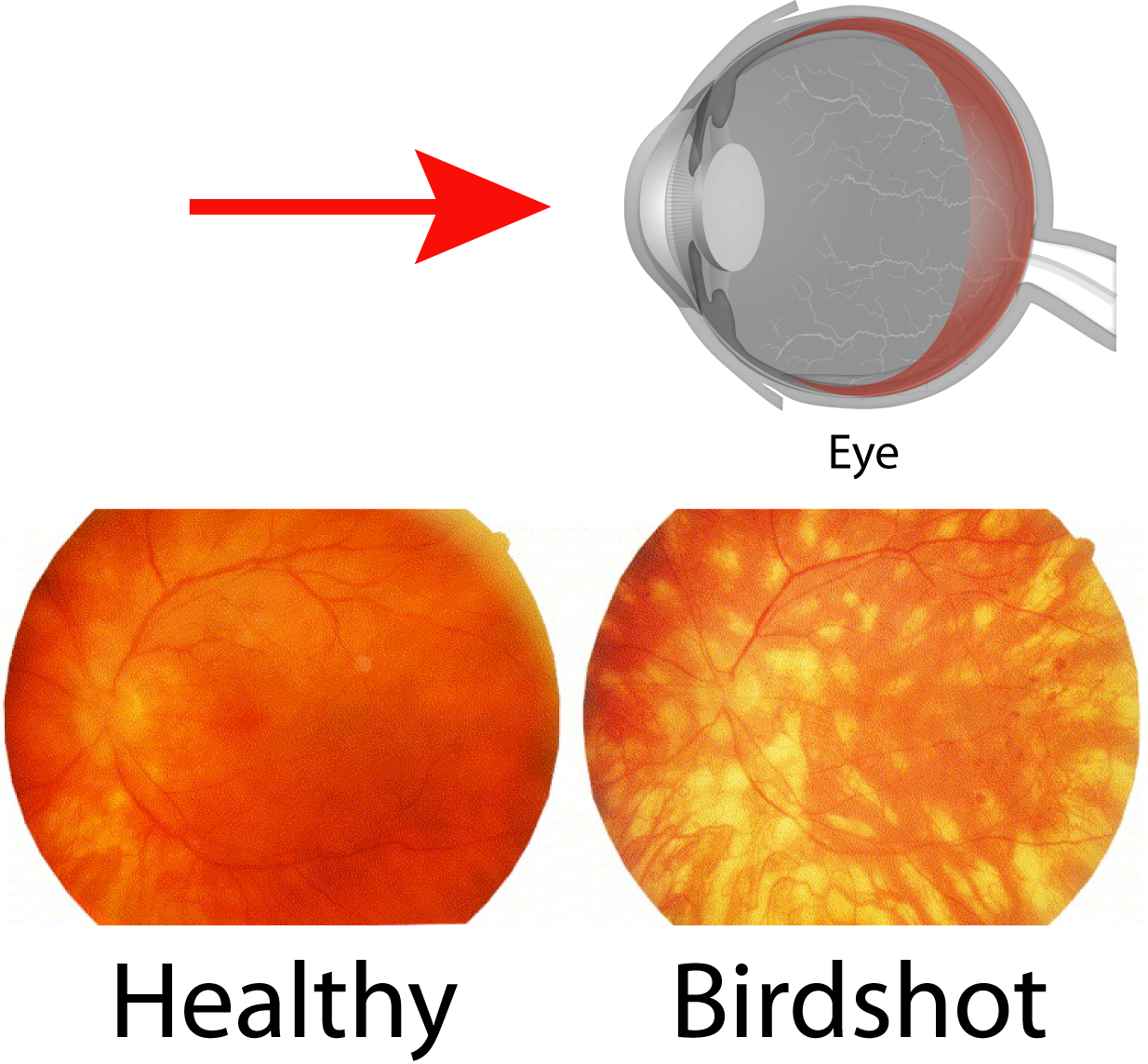
Características de hipo-pigmentación en retinocoroidopatía en perdigonada

La retinocoroidopatía en perdigonada también conocida como coriorretinopatía en perdigonada o, simplemente, retinopatía en perdigonada es una forma rara bilateral posterior de uveítis que afecta el ojo humano. Causa severa y progresiva inflamación de coroides y retina.
Los individuos afectados son casi exclusivamente caucásicos y normalmente diagnosticados de la cuarta a la sexta década de sus vidas.

## Patofisiología
La retinocoroidopatía en perdigonada es una forma rara de la parte posterior uveitis y se considera el 1-3 % de casos de uveitis en general. La retinocoroidopatía en perdigonada se piensa que es una enfermedad autoimmune. La enfermedad tiene una fuerte asociación con el antígeno leucocitario humano (HLA)-A29, la cual es la asociación más fuerte entre una enfermedad y la clase documentada (85 a 97,5 % de los patientes son HLA-A29 positivos). Esto sugiere un papel de los linfocitos-T en la patogénesis. La retinocoroidopatía en perdigonada está asociada con Interleucina 17|IL-17, un contraste citoquina de células TH17 que juegan un importante papel en la autoinmunidad.
La enfermedad afecta típicamente a la mediana o avanzada edad de raza caucásica. HLA-A29 es menos preponderante en Asia y no ha sido reportado ningún caso de la retinocoroidopatía en perdigonada en este continente. Cuando se sospecha de la retinocoroidopatía en perdigonada, la persona normalmente es puesta en pruebas para determinar si es HLA-A29 positivo. Sin embargo, las pruebas de HLA-A29 no son consideradas necesarias para un diagnóstico definitivo, porque HLA-A29 también es común en la población general sana (7 %). Además (genético o ambiental) o desconocidos factores podrían estar asociados con HLA-A29 en la patogénesis.

## Síntomas
Los síntomas de este desorden incluyen motas (flotan sobre la visión), visión borrosa, fotopsia (flashes de luz en los ojos), pérdida de color en la visión y ceguera nocturna (incapacidad para ver en condiciones de luz baja). Se aprecian puntos de color en la retina en los test del ojo. Posible pérdida completa de agudeza visual.
El nombre de la enfermedad viene dado por los pequeños puntos de color en la retina, dispersas en un patrón como los de los perdigones de tiro a las aves, pero esos puntos podrían no estar presentes en etapas tempranas.

## Tratamiento
La retinocoroidopatía en perdigonada podría mostrar resistencia a tratamiento. Con terapia de immunosupresión con corticoides orales podría de alguna manera ser efectiva en la ralentización del proceso inflamatorio asociado con la enfermedad, preservando la integridad visual tanto como sea posible. El uso a largo plazo de tales medicaciones debe ser monitorizada minuciosamente, sin embargo, debido a la incomodidad, y la debilitación potencial y la amenaza vital en los efectos secundarios, los subsiguientes pacientes con retinocoroidopatía en perdigonada tratados con terapia inmunomodulatoria de corticosteroides sistémicos se trataron con inmunosupresores sistémicos.
Las drogas inmunosupresoras tales como los anticuerpos monoclonales, daclizumab, ciclosporina y metotrexato han sido probados como opciones de tratamientos efectivos para la retinocoroidopatía en perdigonada. La reducción sustancial, e incluso estabilización de la inflamación vítrea y la vasculitis retinal ha sido evidenciado por medio de electrroretinografía durante la terapia por toma de daclizumab (bloqueador receptor IL-2). Esto también está apoyado por la observación de niveles elevados de IL-2 en los ojos de los pacientes.

## Apoyo e información
Birdshot Uveitis Society
International Birdshot Retinochoroidopathy Support Forum